# 32891 Amatrice
32891 Amatrice este o planetă minoră (asteroid), cu un diametru de 4,432 km, din centura de asteroizi. A fost descoperită pe 9 februarie 1994 la osservatorio Colleverde di Guidonia⁠(d) de Vincenzo Silvano Casulli⁠(d). 
Obiectul prezintă o orbită caracterizată de o semiaxă mare de 2,5437616 UAi, o excentricitate de 0,14, o înclinație de 13,38595 ° în raport cu ecliptica.